# Tuborgflasken

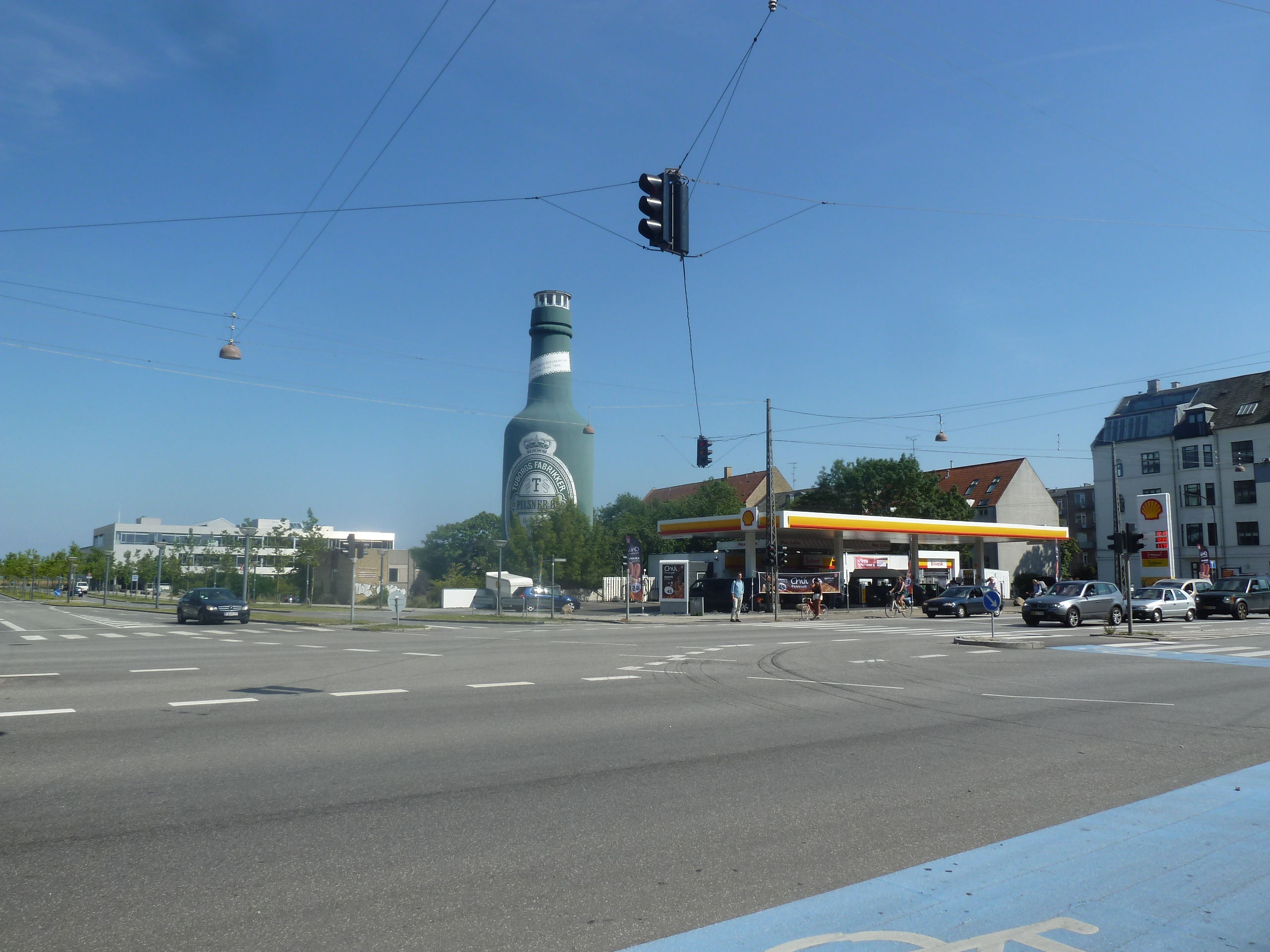
Der Aussichtsturm Tuborgflasken steht hinter einer Shell-Tankstelle am Strandvejen in Hellerup (Foto Juli 2012)

Tuborgflasken (dänisch für „Die Tuborgflasche“) ist ein 1888 errichteter Aussichtsturm in Gestalt einer Bierflasche. Das markante, etwa 30 Meter hohe Bauwerk steht hinter einer Tankstelle am Strandvejen in Hellerup, einem Stadtteil Gentoftes im Großraum Kopenhagen. Der Turm wurde als Werbeträger für die seinerzeit eigenständige Tuborg-Brauerei gebaut, die heute zum Carlsberg-Konzern gehört. Der Name Tuborg leitet sich vom Landsitz Thuesborg ab, der um 1690 von Jonas Nielsen Thue in Hellerup errichtet wurde.

## Konstruktion

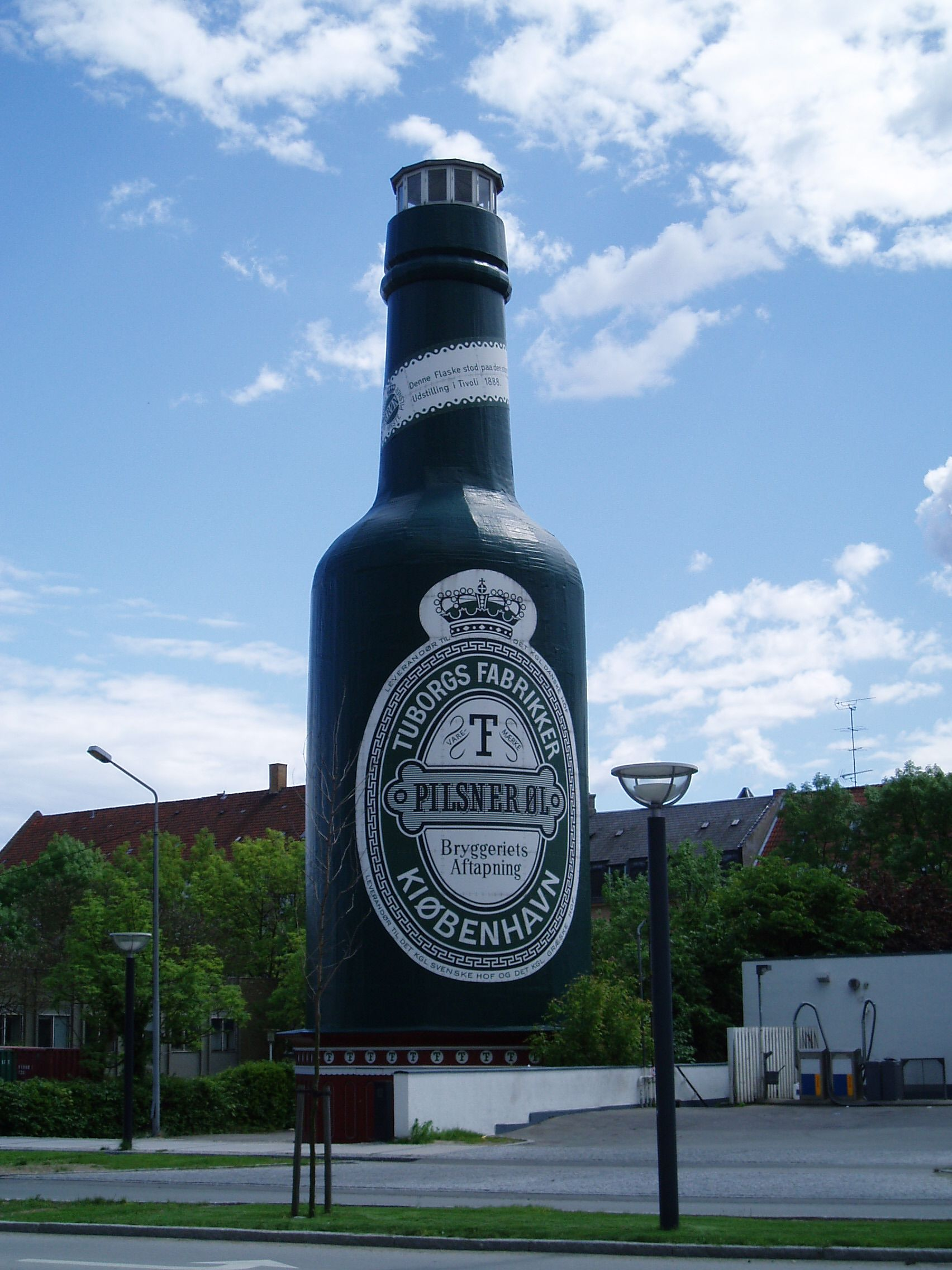
Tuborgflasken mit dem Flaschenetikett: „Pilsner Øl – Bryggeriets Aftapning“ von „Tuborgs Fabrikker – Kiøbenhavn“

Die Tuborgflasche, die auf einer Holzkonstruktion steht, war mehreren baulichen Veränderungen unterworfen. Ursprünglich war der Aussichtsturm mit Dänemarks erstem nicht von Menschen angetriebenen Fahrstuhl ausgestattet. Die Aufzugsanlage wurde nach kurzer Zeit durch eine Wendeltreppe ersetzt; Leinen an der Außenverkleidung wurde gegen Glasfasergewebe ausgetauscht. Die charakteristische äußere Form des Turms blieb jedoch erhalten.

## Geschichte

### Nordische Industrie-, Ackerbau- und Kunstausstellung 1888
Tuborgflasken wurde 1888 nach den Entwürfen des dänischen Architekten Viggo Klein (1850–1913) gebaut und war der Beitrag Tuborgs zur Nordischen Industrie-, Ackerbau- und Kunstausstellung im gleichen Jahr. Das Ausstellungsgelände gehörte zum Vergnügungspark Tivoli, der sich in unmittelbarer Nähe zum Halmtorv, dem heutigen Rathausplatz von Kopenhagen, befand. Als Neuheit und modern galt damals der Fahrstuhl im Innern des Turmes, der die Veranstaltungsgäste zur Aussichtsplattform beförderte. Aufsehen erregte auch das elektrisch betriebene Licht an der Spitze. Dadurch war Tuborgflasken nicht nur ein Werbeträger der Brauerei, sondern repräsentierte auch die technologische und industrielle Entwicklung im dänischen Königreich.

### Umzüge
Nach der Ausstellung wurde der Fahrstuhl abmontiert und der Turm erhielt einen neuen Standort auf dem Gelände der Tuborg-Brauerei. Das Wahrzeichen des Unternehmens stand fortan in Hellerup und wurde Teil des Tuborg-Pavillons, einer in den 1880er Jahren errichteten Raststätte für Ausflügler und Durchreisende. Für fünf Øre war es über eine Treppe weiterhin möglich, nach oben zu gelangen und die Aussicht zu genießen. Das Geld für die Turmbesteigung wurde zurückerstattet, wenn am angrenzenden Tuborg-Pavillon ein Bier verzehrt wurde. Der Pavillon schloss 1925 seine Pforten – nach Klagen von Gastronomen, die die Konkurrenz vom eigenen Bierlieferanten beklagten. Danach waren dort eine Autowerkstatt und Ausstellungsräume untergebracht, bis der Pavillon 1934 abgerissen wurde.
Zum 100-jährigen Bestehen wurde der 30 Tonnen schwere Turm 1988 abermals im Zentrum Kopenhagens auf dem Rådhuspladsen aufgestellt. Der Umzug stand in Verbindung mit den Feierlichkeiten zum 150-jährigen Jubiläum des Dänischen Industrierates. Nach seiner Rückkehr erhielt der Turm einen neuen Standort am Hauptsitz von Tuborg.

### Überlegungen des Denkmalschutzes
Die Sonderbauaufsicht (Det Særlige Bygningssyn), eine beratende Kommission des dänischen Kulturministeriums, lehnte 2003 einen Antrag auf Denkmalschutz für Tuborgflasken ab. Die Kunsthistorikerin Elisabeth Buchwald begründete die Ablehnung mit allzu vielen baulichen Veränderungen, die das Gebäude durchlaufen hatte. Nach Ansicht der Bauaufsicht war von der Originalsubstanz des Gebäudes zu wenig intakt geblieben. Antragsteller war die Landesvereinigung für Gebäude und Landschaftskultur (Landsforeningen for Bygnings- og Landskabskultur); deren Vorsitzender bedauerte die Entscheidung und bezeichnete das Bauwerk als ein „sehr spektakuläres kulturhistorisches Denkmal, ein(en) Teil der Industriegeschichte Dänemarks und ein Wahrzeichen im Stadtbild Kopenhagens.“ Obgleich die Bauaufsicht den „architektonischen und kulturhistorischen Wert“ nicht anerkennt, ist Tuborgflasken seit 2000 Teil eines Lokalplans der Gentofte Kommune, die den Aussichtsturm als „höchst erhaltenswert“ einstuft.
Pläne des Carlsberger Marketingchefs im Jahr 2002, die Flasche abzureißen und an ihrer Stelle vorläufig eine ebenfalls 30 Meter hohe Bierdose zu errichten, stießen auf Entsetzen beim Verschönerungsverein der Hauptstadt. Stattdessen wurde das Bauwerk 2003 umfangreich renoviert.